# Dendrobium venustum
Dendrobium venustum är en orkidéart som beskrevs av Johannes Elias Teijsmann och Simon Binnendijk. Dendrobium venustum ingår i släktet Dendrobium, och familjen orkidéer. Inga underarter finns listade i Catalogue of Life.